# Corendon Airlines
Corendon Airlines es una operadora aérea turca. Las entidades de Corendon Group incluyen operadores turísticos que atienden el sector del turismo de Turquía.

## Historia
La aerolínea fue fundada en 2004. Las operaciones de vuelo comenzaron en abril de 2005.
Las cifras de horas de vuelo por año son 6.200 en 2005, 10.500 en 2006 y 14.000 en 2007.
En cuanto a las cifras anuales de pasajeros transportados son 220.000 en 2005, 470.000 en 2006 y 780.000 en 2007, lo cual muestra un fuerte crecimiento de la compañía.

## Destinos
Los principales destinos de vuelo están en Holanda, Bélgica, Israel, Italia, Francia, Polonia, Rumanía, Albania, Hungría, España, Irán y Alemania. El principal nicho de negocio son los vuelos chárter de la propia compañía y el alquiler de aviones con tripulaciones a otras compañías. Estas operaciones se efectúan en más de cincuenta países y ciento cincuenta ciudades alrededor del mundo.

## Flota

### Flota Actual

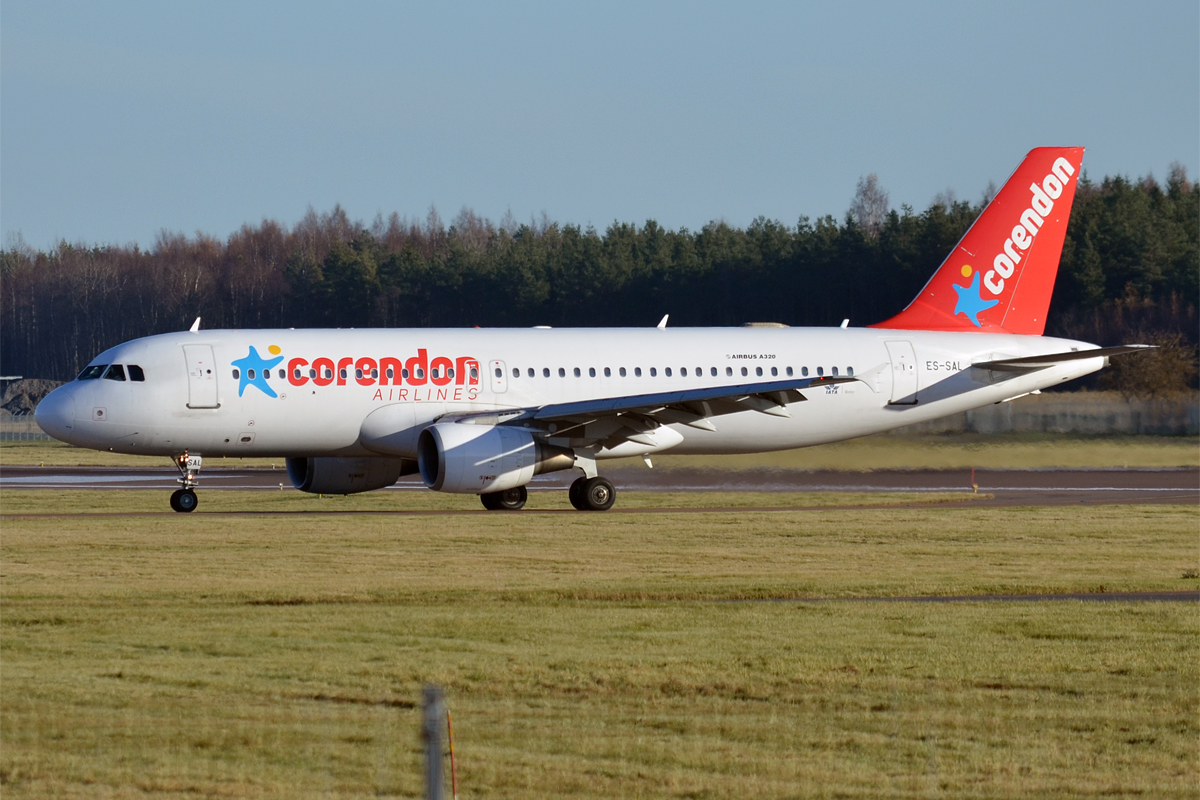
Airbus A320 de Corendon Airlines.

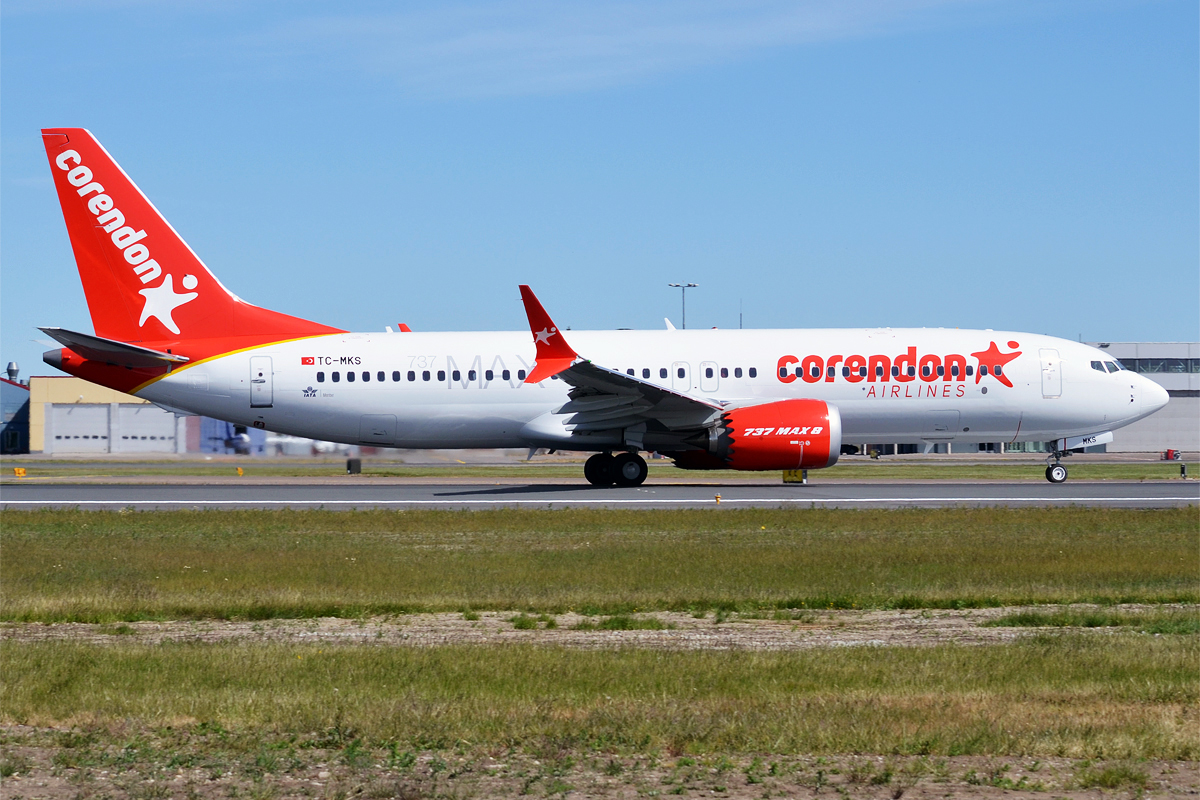
Boeing 737 MAX 8 de Corendon Airlines.

La flota de Corendon Airlines consiste en los siguientes aviones (a agosto de 2024):
| Airbus A320-200 | 2  | — | Y180 |  |  |  |
| Boeing 737-800  | 9  | — | Y189 |  |  |  |
| Boeing 737-8MAX | 6  | — | Y189 |  |  |  |
| Total           | 17 | — |      |  |  |  |

Las certificaciones básicas de la aerolínea son la JAR-OPS 1 Certificado de Operador Aéreo, JAR-145 Autorización de mantenimiento de aviones Boeing 737-300/400/500, TÜV ISO 9001 Certificado de calidad.
La flota de Corendon Airlines posee a agosto de 2024 una edad media de: 10,2 años.